# Georges Wembi Loambo
Georges Wembi Loambo est un homme politique de la République démocratique du Congo. Il est ministre du Plan et Révolution de la modernité au sein du gouvernement Matata II du 25 septembre 2015 jusqu'au 19 décembre 2016.

## Biographie
Né à Kalima, mais originaire de la province de Sankuru, Georges Wembi Loambo étudie à Matadi pour un diplôme des Humanités scientifiques, avec une option Biochimie. Ses études supérieures en Science de la gestion appliquée en informatique se déroule France,. 

### Carrière
Dès la fin de ses études, il travaille à la Banque centrale du Congo où il finit par devenir directeur. En avril 2007, il est nommé directeur de cabinet du ministère des Finances, poste qu'il occupe jusqu'en février 2010. En 2014, il devient directeur de cabinet adjoint du ministre du Budget, Michel Bongongo.
Le 25 septembre 2015, il est nommé ministre du Plan et Révolution de la modernité au sein du gouvernement Matata II, remplaçant Olivier Kamitatu,. Il occupera se poste pendant plus d'un an et est remplacé par Jean-Lucien Bussa Tongba le 19 décembre 2016.
Après avoir quitté les ministères, il reprend un poste à la Banque centrale du Congo où il travaille comme cadre dans l'administration de celle-ci.

### Vie privée
Georges Wembi Loambo est marié et père d’une famille nombreuse.